# USS Lloyd (DE-209)
USS Lloyd (DE-209/APD-63) là một tàu hộ tống khu trục lớp Buckley được Hải quân Hoa Kỳ chế tạo trong Chiến tranh Thế giới thứ hai. Tên nó được đặt theo Thiếu úy Hải quân William R. Lloyd (1916–1942), người từng phục vụ trên pháo hạm Oahu (PR-36), đã tử trận vào ngày 6 tháng 5, 1942 khi Oahu bị đánh chìm trong Trận Corregidor, và được truy tặng Huân chương Chữ thập Hải quân. Nó đã phục vụ trong chiến tranh cho đến năm 1944, khi được cải biến thành một tàu vận chuyển cao tốc mang ký hiệu lườn APD-63, và tiếp tục phục vụ cho đến khi chiến tranh kết thúc. Nó xuất biên chế năm 1946, nhưng được huy động phục vụ trở lại từ năm 1951 đến năm 1958; cuối cùng con tàu bị tháo dỡ vào năm 1968. Lloyd được tặng thưởng năm Ngôi sao Chiến trận do thành tích phục vụ trong Thế Chiến II.

## Thiết kế và chế tạo
Những chiếc thuộc lớp tàu hộ tống khu trục Buckley có chiều dài chung 306 ft (93 m), mạn tàu rộng 37 ft 1 in (11,30 m) và độ sâu mớn nước khi đầy tải là 11 ft 3 in (3,43 m). Chúng có trọng lượng choán nước tiêu chuẩn 1.400 tấn Anh (1.400 t); và lên đến 1.740 tấn Anh (1.770 t) khi đầy tải. Hệ thống động lực bao gồm hai turbine hơi nước General Electric công suất 13.500 mã lực (10.100 kW), dẫn động hai máy phát điện công suất 9.200 kilôwatt (12.300 hp) để vận hành hai trục chân vịt;  công suất 12.000 hp (8.900 kW) cho phép đạt được tốc độ tối đa 23 kn (26 mph; 43 km/h), và có dự trữ hành trình 6.000 nmi (6.900 mi; 11.000 km) khi di chuyển ở vận tốc đường trường 12 kn (14 mph; 22 km/h).
Vũ khí trang bị bao gồm ba pháo 3 in (76 mm)/50 cal trên tháp pháo nòng đơn có thể đối hạm hoặc phòng không, một khẩu đội 1,1 inch/75 caliber bốn nòng và tám pháo phòng không Oerlikon 20 mm. Vũ khí chống ngầm bao gồm một dàn súng cối chống tàu ngầm Hedgehog Mk. 10 (có 24 nòng và mang theo 144 quả đạn); hai đường ray Mk. 9 và tám máy phóng K3 Mk. 6 để thả mìn sâu. Khác biệt đáng kể so với lớp Evarts dẫn trước là chúng có thêm ba ống phóng ngư lôi Mark 15 21 inch (533 mm). Thủy thủ đoàn đầy đủ bao gồm 186 sĩ quan và thủy thủ.
Lloyd được đặt lườn tại Xưởng hải quân Charleston ở Charleston, South Carolina vào ngày 26 tháng 7, 1943. Nó được hạ thủy vào ngày 23 tháng 11, 1943; được đỡ đầu bởi bà Ella Lee Lloyd, mẹ Thiếu úy Lloyd, và nhập biên chế vào ngày 11 tháng 2, 1944 dưới quyền chỉ huy của Hạm trưởng, Thiếu tá Hải quân Peter N. Gammelgard.

## Lịch sử hoạt động

### 1944 - 1946
Sau khi hoàn tất chuyến đi chạy thử máy huấn luyện tại khu vực Bermuda, Lloyd cùng với 13 tàu hộ tống khu trục khác khởi hành từ Norfolk, Virginia vào ngày 12 tháng 5, 1944 để hộ tống một đoàn 100 tàu vận tải vượt Đại Tây Dương để hướng sang Bắc Phi. Sau khi bàn giao đoàn tàu vận tải cho lực lượng Hải quân Anh tại Bizerte, Tunisia vào ngày 1 tháng 6. Chín ngày sau, lực lượng lên đường hộ tống một đoàn tàu vận tải khác cho hành trình quay trở về Hoa Kỳ. Đang trên đường đi vào ngày 5 tháng 7, nó được xếp lại lớp như một tàu vận chuyển cao tốc lớp Charles Lawrence và mang ký hiệu lườn mới APD-63, và được lệnh đi đến Xưởng hải quân Philadelphia để bắt đầu việc cải tạo. Nó về đến xưởng tàu vào ngày 29 tháng 6.
Khi công việc hoàn tất ba tháng sau đó, Lloyd khởi hành để đi sang khu vực Mặt trận Thái Bình Dương, ghé qua Bora Bora thuộc quần đảo Society vào ngày 20 tháng 10 trước khi đi đến Hollandia, New Guinea vào ngày 4 tháng 11. Không lâu sau đó nó trở thành soái hạm của Đội vận chuyển 103. Đi đến Leyte, Philippines vào ngày 23 tháng 11, trong năm tháng tiếp theo nó đảm trách vai trò vận chuyển lực lượng khi Đồng Minh hoàn tất việc giải phóng Philippines.
Trong hoạt động đầu tiên vào ngày 7 tháng 12, Lloyd cho đổ bộ binh lính lên vịnh Ormoc bên bờ biển phía Tây của đảo Leyte. Mười ngày sau đó nó tham gia cuộc tấn công lên đảo Mindoro còn do phía Nhật Bản chiếm đóng, cách Leyte 500 mi (800 km) về phía Tây Bắc. Sau đó con tàu quay trở về Hollandia, nơi nó đón lên tàu binh lính tham gia cuộc đổ bộ lên vịnh Lingayen ở phía Bắc đảo Luzon. Rời New Guinea vào ngày 4 tháng 1, 1945, con tàu tiến hành đổ bộ lực lượng tấn công một tuần sau đó; xế trưa hôm đó nó đấu pháo tay đôi và phá hủy một khẩu đội pháo bờ biển đối phương. Lên đường vào ngày hôm sau để quay trở lại Leyte, nó đã bắn rơi bốn máy bay tấn công tự sát Kamikaze đối phương trong hành trình kéo dài ba ngày.
Trong tháng 2, Lloyd tham gia các cuộc tấn công đổ bộ lên San Felipe và vịnh Subic. Vào ngày 28 tháng 2, nó tham gia vận chuyển lực lượng từ để giúp vào việc giải phóng đảo Palawan, một chặng quan trọng trong con đường tiến quân sang Borneo. Một vị trí khác trước đây bị bỏ qua khi chiếm đóng Leyte với Luzon là Mindanao, giờ đây cũng cần phải được bình định. Từ vị trí xuất phát là Mindoro vào ngày 8 tháng 3, con tàu đã cho đổ bộ lực lượng lên chiếm đóng Zamboanga, thành phố về phía cực Tây của Mindanao, con tàu quay trở lại Leyte ngay chiều tối hôm đó.
Sau khi được sửa chữa và tuần tra tại khu vực Leyte trong tháng 4, Lloyd chuyển căn cứ hoạt động đến Morotai vào ngày 7 tháng 5 để tham gia vào việc chiếm đóng Borneo. Từ ngày 28 tháng 5 đến ngày 19 tháng 6, nó hỗ trợ cho cuộc đổ bộ lên vịnh Brunei bên bờ Tây của Borneo; và sang đầu tháng 7, nó đã hai lần chuyển lực lượng tăng viện từ Morotai đến các bãi đổ bộ tại Balikpapan bên bờ biển phía Đông hòn đảo.
Lloyd bắt đầu huấn luyện đổ bộ nhằm chuẩn bị tham gia vào Chiến dịch Downfall, kế hoạch đổ bộ trực tiếp lên các đảo chính quốc Nhật Bản; tuy nhiên do Nhật Bản đã chấp nhận đầu hàng vào ngày 15 tháng 8 giúp kết thúc cuộc xung đột, kế hoạch bị hủy bỏ. Nó tham gia vào việc vận chuyển lực lượng làm nhiệm vụ chiếm đóng từ Okinawa sang Triều Tiên, và tiếp tục phục vụ tại Viễn Đông cho đến khi rời Okinawa vào ngày 26 tháng 11 để quay trở về Hoa Kỳ. Ghé qua Trân Châu Cảng trên đường đi, con tàu đi sang vùng bờ Đông, về đến Xưởng hải quân Brooklyn, New York vào ngày 2 tháng 1, 1946. Sau khi được đại tu trong một tháng để chuẩn bị ngừng hoạt động, nó đi đến Green Cove Springs, Florida. Con tàu được cho xuất biên chế tại đây vào ngày 1 tháng 7, 1946, và được đưa về Hạm đội Dự bị Đại Tây Dương.

### Chiến tranh Triều Tiên và sau đó
Do cuộc Chiến tranh Triều Tiên bùng nổ làm gia tăng nhu cầu về tàu chiến, Lloyd được cho tái biên chế trở lại vào ngày 3 tháng 1, 1951 dưới quyền chỉ huy của hạm trưởng, Thiếu tá Hải quân A. A. Sullivan. Sau khi hoàn tất chạy thử máy tại khu vực vịnh Chesapeake và sửa chữa tại Xưởng hải quân Boston, nó trình diện để phục vụ cùng Căn cứ Đổ bộ Hải quân Little Creek tại Virginia Beach, Virginia vào ngày 26 tháng 9 để hoạt động huấn luyện tại chỗ. Trong giai đoạn từ tháng 4 đến tháng 10, con tàu đã đi sang phục vụ cùng Đệ Lục hạm đội tại khu vực Địa Trung Hải.
Từ năm 1953 đến năm 1957, Lloyd phục vụ cho hoạt động huấn luyện của lực lượng Thủy quân Lục chiến tại Căn cứ Little Creek, Virginia. Con tàu thường xuyên hoạt động tại vùng biển Caribe cũng như viếng thăm nhiều cảng dọc vùng bờ Đông Hoa Kỳ; và trong giai đoạn này nó cũng thực hành huấn luyện cùng các đội phá hoại dưới nước (UDT: Underwater Demolition Team); tham gia các đợt tập trận chống tàu ngầm cùng các tàu ngầm, khi nó hoạt động phối hợp săn tàu ngầm cùng Lực lượng Tuần Duyên. Vào lúc xảy ra vụ Khủng hoảng kênh đào Suez vào năm 1956, nó cùng một nhóm tàu đã được phái lên đường chuẩn bị can thiệp trong vụ khủng hoảng; tuy nhiên lực lượng được gọi quay trở về cảng chỉ hai ngày sau đó.
Lloyd được cho xuất biên chế lần sau cùng tại Charleston, South Carolina vào ngày 18 tháng 2, 1958 và tiếp tục được đưa về Hạm đội Dự bị Đại Tây Dương; con tàu không bao giờ được đưa ra hoạt động trở lại. Tên nó được cho rút khỏi danh sách Đăng bạ Hải quân vào ngày 1 tháng 6, 1966, và con tàu được bán để tháo dỡ vào ngày 5 tháng 3, 1968.

## Phần thưởng
Lloyd được tặng thưởng năm Ngôi sao Chiến trận do thành tích phục vụ trong Thế Chiến II.
|             |  |                           |
| Silver star |  |                           |
|             |  | Bronze star · Bronze star |

| Dãi băng Hoạt động Tác chiến (truy tặng)                                | Dãi băng Hoạt động Tác chiến (truy tặng)           | Huân chương Chiến dịch Hoa Kỳ                      | Huân chương Chiến dịch Hoa Kỳ                                            |
| Huân chương Chiến dịch Châu Á-Thái Bình Dương với 5 Ngôi sao Chiến trận | Huân chương Chiến dịch Châu Âu-Châu Phi-Trung Đông | Huân chương Chiến dịch Châu Âu-Châu Phi-Trung Đông | Huân chương Chiến thắng Thế Chiến II                                     |
| Huân chương Phục vụ Chiếm đóng Hải quân                                 | Huân chương Phục vụ Phòng vệ Quốc gia              | Huân chương Phục vụ Phòng vệ Quốc gia              | Huân chương Giải phóng Philippine (Philippine) với 2 Ngôi sao Chiến trận |